# Ischnoderma
Ischnoderma är ett släkte av svampar. Enligt Catalogue of Life ingår Ischnoderma i familjen Fomitopsidaceae, ordningen Polyporales, klassen Agaricomycetes, divisionen basidiesvampar och riket svampar, men enligt Dyntaxa är tillhörigheten istället familjen Hapalopilaceae, ordningen Polyporales, klassen Agaricomycetes, divisionen basidiesvampar och riket svampar.
|             | Antrodia |
|             | |
|             | Daedalea |
|             | |
|             | Fomitopsis |
|             | |
|             | Sporotrichum |
|             | |
|             | Pycnoporellus |
|             | |
|             | Phaeolus |
|             | |
|             | Lasiochlaena |
|             | |
| Ischnoderma | \| \| Ischnoderma resinosum \| \| \| \| \| \| Ischnoderma rosulatum \| \| \| \| \| \| Ischnoderma brasiliense \| \| \| \| \| \| Ischnoderma porphyrites \| \| \| \| \| \| Ischnoderma solomonense \| \| \| \| \| \| Ischnoderma albotextum \| \| \| \| \| \| Ischnoderma benzoinum \| \| \| \| |
|             | \| \| Ischnoderma resinosum \| \| \| \| \| \| Ischnoderma rosulatum \| \| \| \| \| \| Ischnoderma brasiliense \| \| \| \| \| \| Ischnoderma porphyrites \| \| \| \| \| \| Ischnoderma solomonense \| \| \| \| \| \| Ischnoderma albotextum \| \| \| \| \| \| Ischnoderma benzoinum \| \| \| \| |
|             | Fibroporia |
|             | |
|             | Piptoporus |
|             | |
|             | Laetiporus |
|             | |
|             | Ptychogaster |
|             | |
|             | Laricifomes |
|             | |
|             | Climacocystis |
|             | |
|             | Postia |
|             | |
|             | Pilatoporus |
|             | |
|             | Buglossoporus |
|             | |
|             | Amylocystis |
|             | |
|             | Parmastomyces |
|             | |
|             | Anomoloma |
|             | |
|             | Gilbertsonia |
|             | |
|             | Spelaeomyces |
|             | |
|             | Fomitella |
|             | |
|             | Anomoporia |
|             | |
|             | Osteina |
|             | |
|             | Dacryobolus |
|             | |
|             | Donkioporia |
|             | |
|             | Auriporia |
|             | |
|             | Xylostroma |
|             | |
|             | Ischnoderma resinosum |
|             | |
|             | Ischnoderma rosulatum |
|             | |
|             | Ischnoderma brasiliense |
|             | |
|             | Ischnoderma porphyrites |
|             | |
|             | Ischnoderma solomonense |
|             | |
|             | Ischnoderma albotextum |
|             | |
|             | Ischnoderma benzoinum |
|             | |

|  | Ischnoderma resinosum   |
|  |                         |
|  | Ischnoderma rosulatum   |
|  |                         |
|  | Ischnoderma brasiliense |
|  |                         |
|  | Ischnoderma porphyrites |
|  |                         |
|  | Ischnoderma solomonense |
|  |                         |
|  | Ischnoderma albotextum  |
|  |                         |
|  | Ischnoderma benzoinum   |
|  |                         |